# Hunter (Wisconsin)
Hunter es un pueblo ubicado en el condado de Sawyer en el estado estadounidense de Wisconsin. En el Censo de 2010 tenía una población de 678 habitantes y una densidad poblacional de 3,45 personas por km².

## Geografía
Hunter se encuentra ubicado en las coordenadas 45°55′7″N 91°10′42″O / 45.91861, -91.17833. Según la Oficina del Censo de los Estados Unidos, Hunter tiene una superficie total de 196.69 km², de la cual 135.5 km² corresponden a tierra firme y (31.11%) 61.19 km² es agua.

## Demografía
Según el censo de 2010, había 678 personas residiendo en Hunter. La densidad de población era de 3,45 hab./km². De los 678 habitantes, Hunter estaba compuesto por el 60.47% blancos, el 0% eran afroamericanos, el 37.46% eran amerindios, el 0% eran asiáticos, el 0% eran isleños del Pacífico, el 0.44% eran de otras razas y el 1.62% pertenecían a dos o más razas. Del total de la población el 1.62% eran hispanos o latinos de cualquier raza.